# Lista Jugosłowian w polskiej lidze żużlowej
Zawodnicy z Jugosławii w lidze żużlowej w Polsce (nazwiska w kolejności alfabetycznej):
| Nazwisko                                                                | Klub                 | Rok  |
| ----------------------------------------------------------------------- | -------------------- | ---- |
| Zvone Gerjevič                                                          | Ostrovia Ostrów      | 1980 |
|                                                                         |                      |      |
| Albert Kocmut, ur. 06 sierpnia 1955                                     | Śląsk Świętochłowice | 1980 |
|                                                                         |                      |      |
| Jože Mavser                                                             | Śląsk Świętochłowice | 1980 |
|                                                                         |                      |      |
| Valent Medved Pierwszy obcokrajowiec w historii polskiej ligi żużlowej. | Wybrzeże Gdańsk      | 1963 |
|                                                                         |                      |      |
| Krešo Omerzel, ur. 12 marca 1957                                        | Sparta Wrocław       | 1980 |

Uwaga! Niektórzy z zawodników mimo podpisanych umów nie wystąpili w żadnym oficjalnym meczu ligowym swoich drużyn